# Жінки в мистецтвознавстві

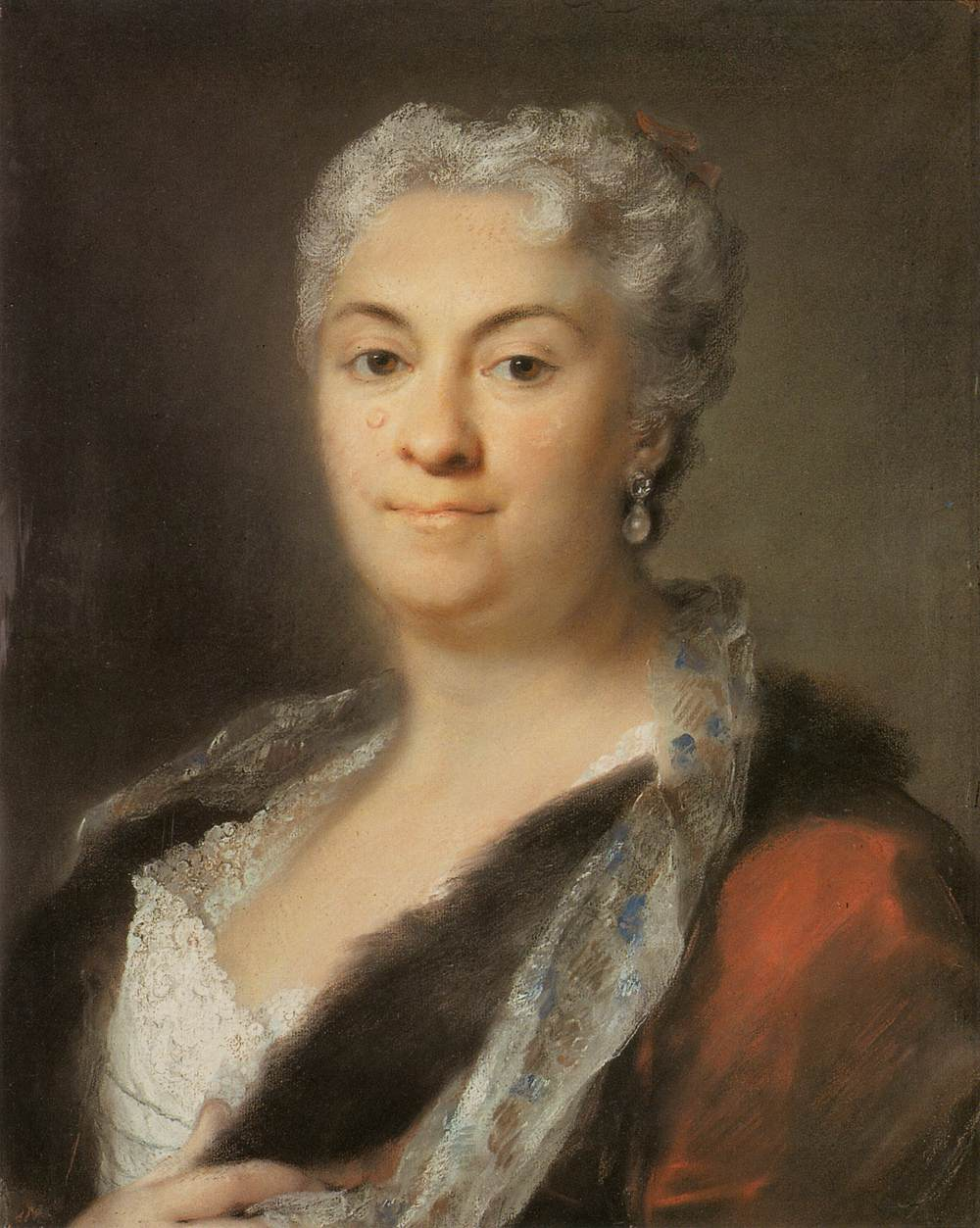
Розальба Карр'єра. Літня жінка

Жінки вели професійну діяльність в академічній галузі історії мистецтва і мистецтвознавства та зробили внесок у важливі зміни ХХ століття, коли тіло почало залучатися як візуальний суб’єкт, яскравим прикладом чого є Вернон Лі. У XX столітті мистецтвознавиці вирішили навчати мисткинь, підвищуючи їхню видимість. Мисткині до 1974 року історично були однією з двох груп: мистецтвознавиці та письменниці, які свідомо зверталися до аудиторії вищих класів через видання підручників. Відносна новизна цієї галузі жіночої освіти у поєднанні з можливістю міждисциплінарного фокусування підкреслює важливість видимості всіх жінок у світі в галузі мистецтвознавства.

## Мистецтвознавиці та феміністична теорія мистецтва
Вчені-феміністки стверджували, що роль мистецтвознавиць пов’язана з навчанням жінок. У 1974 році Ліз Фоґель зазначила, що феміністських мистецтвознавиць було небагато, і що мистецтвознавиці загалом не бажають приймати радикальнішу критику, якою повинні займатися феміністки.
У есе 1998 року Корін Шлейф стверджувала, що жінки та феміністки повинні кинути виклик канону «Великого Майстра» і що їм потрібно менше зосереджуватися на «стилі як доказі авторства», який розглядається як традиційно чоловічий спосіб розглядати мистецтвознавство, а скоріше мислити стиль як «одне з багатьох місць виробництва сенсу».
Тема науковиць в історії мистецтва тісно пов'язана з феміністичним мистецтвом. Керрі Фрідман, наприклад, стверджує, що «мистецтвознавиці часто інтерпретують мистецтво, присвячене жінкам і створене жінками, інакше, ніж їхні колеги-чоловіки».
Проте Керол Армстронг і Кетрін де Зегер у книзі «Жінки-мисткині тисячоліття» (2006) писали, що до 1980-х багато «дослідниць мистецтвознавства» почали вважати фемінізм невідповідним для цієї дисципліни.

## Видатні мистецтвознавиці
| Ім'я                     | Національність | Дата народження | Спеціалізація                                                                                  | Професія                                                                                                  |
| ------------------------ | -------------- | --------------- | ---------------------------------------------------------------------------------------------- | --- |
| Філліс Акерман           | Американка     | 1893–1977       | Перське мистецтво, китайське мистецтво, текстиль, гобелени                                     | Співзасновниця The Asia Institute, дизайнерка інтер’єру                                                   |
| Ґертруда Бінґ            | Німкеня        | 1892–1964       | Класичні традиції                                                                              | Мистецтвознавиця, директор Інституту Варбурґа                                                             |
| Людмила Міляєва          | Українка       | 1925–2022       | Історія українського образотворчого мистецтва                                                  | Мистецтвознавиця, професор, художній критик                                                               |
| Ніна Саєнко              | Українка       | 1944            | Килими, гобелени, мозаїки з соломою, вибійки, панно                                            | Художниця, мисткиня, художній критик                                                                      |
| Бенте Скавеніус          | Данка          | 1944            | Данська історія мистецтва                                                                      | Незалежна науковиця, мистецтвознавиця, письменниця                                                        |
| Йоанна Митковська        | Полька         | 1970            | Сучасне мистецтво                                                                              | директор Музею сучасного мистецтва у Варшаві, кураторка, мистецтвознавиця                                 |
| Бенедикте Савуа          | Французка      | 1972            | Сучасне мистецтво, розграбоване мистецтво                                                      | Мистецтвознавиця, професор                                                                                |
| Стелла Крамріш           | Австрійка      | 1896–1993       | Індійське мистецтво 20 століття                                                                | Професор, кураторка                                                                                       |
| Евеліна Бореа            | Італійка       | 1931            | Історія мистецтва Італії                                                                       | Письменниця, кураторка                                                                                    |
| Олеся Авраменко          | Українка       | 1959            | Сучасне мистецтво, мистецтво і художнє життя України XX—XXI століть                            | Мистецтвознавиця, кураторка, арткритик                                                                    |
| Амалія Амакі             | Американка     | 1949            | Американське мистецтво                                                                         | Мисткиня, мистецтвознавиця, кураторка                                                                     |
| Енн Д'Арнонкур           | Американка     | 1943–2008       | Американське мистецтво                                                                         | Кураторка і директор Музею мистецтв Філадельфії                                                           |
| Анна Банті               | Італійка       | 1895–1985       | Італійське бароко, художниці                                                                   | Письменниця, мистецтвознавиця, критик, перекладачка                                                       |
| Луїза Банті              | Італійка       | 1894–1978       | Етруське мистецтво                                                                             | Археологиня, мистецтвознавиця, письменниця                                                                |
| Паола Антонеллі          | Італійка       | 1963            | Сучасне мистецтво, дизайн                                                                      | Кураторка, редакторка, архітекторка                                                                       |
| Ерна Ауербах             | Німкеня        | 1897–1975       | Епоха Тюдорів в Англії, феміністичне мистецтво                                                 | Мистецтвознавиця, художниця                                                                               |
| Міке Баль                | Нідерландка    | 1946            | Сучасне мистецтво                                                                              | Мистецтвознавиця, літературознавиця, професор, директор Амстердамського інституту культурологічних студій |
| Олена Рощенко            | Українка       | 1958            | Музикознавство                                                                                 | Мистецтвознавиця, музикознавчиня, педагог, професор, вчена                                                |
| Ірина Драч               | Українка       | 1958            | Музикознавство, музична критика                                                                | Музикознавиця, педагог, мистецтвознавиця, музична критик, професор                                        |
| Зоя Чегусова             | Українка       | 1953            | Мистецтво України, теорія мистецтва                                                            | Мистецтвознавиця, арткритик                                                                               |
| Софія Грица              | Українка       | 1932–2022       | Музикознавство, ентомузикологія, слов'янознавство                                              | Музикознавиця, музична етнографиня, професор, літературознавиця, фольклористка, славістка                 |
| Рут Барнс                | Англійка       | 1956            | Матеріальна культура, текстиль Південної та Південно-Східної Азії                              | Мистецтвознавиця, кураторка                                                                               |
| Лейла Кук Барбер         | Американка     | 1903–1984       | Мистецтво епохи Відродження та середньовічне мистецтво                                         | Мистецтвознавиця, професор                                                                                |
| Елен Бір                 | Швейцарка      | 1926–2004       | Середньовічне мистецтво                                                                        | Мистецтвознавиця, професор                                                                                |
| Лотліса Белінґ           | Німкеня        | 1909–1989       | Середньовічне мистецтво                                                                        | Мистецтвознавиця, професор, ботанік                                                                       |
| Мері Беренсон            | Американка     | 1864–1945       | Італійський Ренесанс                                                                           | Мистецтвознавиця, викладачка                                                                              |
| Лоуренс Бертран Дорлеак  | Французка      | 1957            | Сучасне мистецтво                                                                              | Мистецтвознавиця, професор, кураторка                                                                     |
| Джин Сазерленд Боґґс     | Канадка        | 1922–2014       | Французьке мистецтво дев'ятнадцятого століття, Деґа                                            | Кураторка, мистецтвознавиця, перша директор Національної галереї Канади                                   |
| Ширлі Нілсен Блум        | Американка     | 1932            | Мистецтво Північного Відродження, раннє нідерландське мистецтво та сучасне мистецтво.          | Мистецтвознавиця, професор, галеристка, авторка                                                           |
| Тереза Ґісберт           | Болівійка      | 1926–2018       | Андська історія мистецтва                                                                      | Архітекторка, мистецтвознавиця                                                                            |
| Мері Енн Коуз            | Американка     | 1933            | Сучасне мистецтво                                                                              | Авторка, літературний критик, мистецтвознавиця, перекладачка                                              |
| Вітні Чадвік             | Американка     | 1943            | Феміністична художня критика, сучасне мистецтво, модернізм, сюрреалізм, гендер і сексуальність | Авторка, професор                                                                                         |
| Шень-Чінь Чан            | Тайванка       | 1963            | Китайська історія мистецтва та культурні взаємодії                                             | Професор, журналістка, письменниця                                                                        |
| Паріса Дамандан          | Іранка         | 1967            | Іранська фотографія 20 століття                                                                | Фотографка, історик                                                                                       |
| Хільде Залоцер           | Австрійка      | 1903–1999       | Коптське мистецтво                                                                             | Мистецтвознавиця, професор                                                                                |
| Ребекка Зорач            | Американка     | 1969            | Ранній модерн, сучасне мистецтво                                                               | Мистецтвознавиця, професор                                                                                |
| Лінн Кук                 | Австралійка    | 1952            | Сучасне мистецтво                                                                              | Кураторка                                                                                                 |
| Джоан Еванс              | Британка       | 1893–1977       | Середньовічне мистецтво                                                                        | Мистецтвознавиця                                                                                          |
| Лора Малві               | Британка       | 1941            | Феміністична теорія кіно                                                                       | Мистецтвознавиця, кінорежисерка, кінокритик, сценаристка, наукова працівниця, режисерка                   |
| Гризельда Поллок         | Британка       | 1949            | Історія мистецтв і гендерні дослідження                                                        | Мистецтвознавиця, викладачка університету, художній критик, письменниця                                   |
| Тріна Роббінс            | Американка     | 1938–2024       | Історія коміксів                                                                               | Письменниця, художниця                                                                                    |
| Маргарет Бібер           | Німкеня        | 1879–1978       | Театр, скульптура, одяг Стародавнього Риму та Греції                                           | Професор, археолог                                                                                        |
| Ярослава Ткачук          | Українка       | 1957            | Народне мистецтво України                                                                      | Мистецтвознавиця, директор музею                                                                          |
| Лідія Борщенко           | Українка       | 1950            | Історія художнього життя Луганщини XIX–XX століть                                              | Мистецтвознавиця, викладачка                                                                              |
| Валентина Рубан          | Українка       | 1940–2014       | Українська культура                                                                            | Мистецтвознавиця, авторка                                                                                 |
| Венді Бекетт             | Британка       | 1930–2018       | Мистецтвознавство і релігія                                                                    | Мистецтвознавиця, авторка, викладачка університету, перекладачка, черниця                                 |
| Крістіана Дерош-Ноблькур | Французка      | 1913–2011       | Єгиптологія                                                                                    | Єгиптологиня, письменниця, археолог                                                                       |
| Діана Відмаєр Пікассо    | Французка      | 1974            | Сучасне мистецтво                                                                              | Мистецтвознавиця, кураторка, видавниця                                                                    |